# 沼楠
沼楠（学名：Phoebe angustifolia）为樟科楠属下的一个种。

## 扩展阅读
- 維基物種上的相關：沼楠